# Боско Мадио Супериоре (Павија)
Боско Мадио Супериоре је насеље у Италији у округу Павија, региону Ломбардија.
Према процени из 2011. у насељу је живело 39 становника. Насеље се налази на надморској висини од 161 м.